# Маслов, Александр Петрович
Алекса́ндр Петро́вич Ма́слов (30 июля 1922, Путятино, Ярославская губерния — 13 апреля 1945, Восточная Пруссия) — гвардии младший лейтенант Рабоче-крестьянской Красной Армии, участник Великой Отечественной войны, Герой Советского Союза (1945).

## Биография
Александр Маслов родился 30 июля 1922 года в селе Путятино (ныне — Некрасовский район Ярославской области). Окончил семь классов школы. В 1939 году переехал в Москву, где работал слесарем на заводе. Параллельно с работой занимался в аэроклубе. В 1941 году был призван на службу в Рабоче-крестьянскую Красную Армию. В 1943 году окончил Пермскую военную авиационную школу пилотов; с октября того же года — на фронтах Великой Отечественной войны.
К марту 1945 года гвардии младший лейтенант Александр Маслов был старшим лётчиком 74-го гвардейского штурмового авиаполка (1-й гвардейской штурмовой авиадивизии, 1-й воздушной армии, 3-го Белорусского фронта). К тому времени он совершил 103 боевых вылетов на штурмовку скоплений боевой техники и живой силы противника, его важных объектов, нанеся ему большие потери. 13 апреля 1945 года Маслов погиб в воздушном бою на территории Восточной Пруссии. Похоронен в братской могиле в посёлке Переславское Зеленоградского района Калининградской области.

## Награды
Указом Президиума Верховного Совета СССР от 19 апреля 1945 года за «образцовое выполнение заданий командования и проявленные мужество и героизм в боях с немецкими захватчиками» гвардии младший лейтенант Александр Маслов посмертно был удостоен высокого звания Героя Советского Союза. Также был награждён орденом Ленина, двумя орденами Красного Знамени, орденами Отечественной войны 1-й и 2-й степеней.